# Martin IV.
Martin IV., rođen kao Simon de Brion, papa od 22. veljače 1281. do 28. ožujka 1285. godine.